# Sepp Puschnig
Josef „Sepp“ Puschnig (eigentlich Josef Pušnik; * 12. September 1946 in Klagenfurt am Wörthersee) ist ein ehemaliger österreichischer Eishockeyspieler, der in den 1960er und 1970er Jahren große Erfolge mit dem EC KAC in der österreichischen Eishockey-Liga feierte. Bis heute gehört er zu den besten österreichischen Eishockeyspielern aller Zeiten.

## Karriere
Sepp Puschnig begann seine Karriere in den Nachwuchsmannschaften des EC KAC und debütierte bereits mit 16 Jahren in der Kampfmannschaft, wobei er seinen Einstand mit dem Siegestor zum 2:1 über den EV Innsbruck feierte. In den folgenden Jahren entwickelte er sich zu einem der besten österreichischen Eishockeyspieler aller Zeiten. In insgesamt dreizehn Spielzeiten und 299 Bundesliga-Begegnungen, die er allesamt für den EC KAC absolvierte, schoss er 190 Tore und bereitete 296 weitere vor. Dabei konnte er mit seinem Club auch insgesamt zwölf Mal den österreichischen Meistertitel gewinnen.
Auch in der Nationalmannschaft erwies er sich als einer der wertvollsten Spieler und nahm an insgesamt elf Weltmeisterschaften und drei Olympischen Spielen teil, wobei er es in 123 Länderspielen auf 50 Tore und 55 Assists brachte.
Immer wieder im Verlauf seiner Karriere zeigte die National Hockey League Interesse an dem Stürmer. Dieser lehnte die Herausforderung jedoch mit einer einfachen Begründung ab, indem er stets sagte: „Was soll ich als Kärntner in Amerika? Mir ist Klagenfurt lieber als New York.“

## Erfolge und Auszeichnungen
- 1997 wurde eine der beiden Hallen im Eissportzentrum Klagenfurt nach ihm als Sepp-Puschnig-Halle benannt.
- 1999 Aufnahme in die Hockey Hall of Fame der internationalen Eishockey-Föderation
- Zwölffacher österreichischer Meister mit dem EC KAC in den Jahren 1964, 1965, 1966, 1967, 1968, 1969, 1970, 1971, 1972, 1973, 1974, 1976
- Österreichs Eishockey-Spieler des Jahrhunderts. Gewählt 2012 anlässlich des 100-jährigen Bestehens des Österreichischen Eishockeyverbands[2]
- 2014 Großes Ehrenzeichen des Landes Kärnten (Übergabe durch Landeshauptmann Peter Kaiser und dessen Stellvertreterin Gabriele Schaunig-Kandut)
- 2016 Die Nummer Sieben, mit der Puschnig spielte, wurde vom KAC gesperrt, sodass kein Spieler im Verein diese Nummer am Trikot tragen kann. Sein Trikot wurde in der nach ihm benannten Halle aufgehängt.[3]

## Persönliches
- Puschnigs Schwester Erika heiratete mit Adelbert St. John einen der Stürmerkollegen von Sepp Puschnig.
- Mit Andreas Pušnik feierte auch der Sohn von Sepp Puschnig große Erfolge als Eishockeyspieler und brachte es in 731 Einsätzen in der österreichischen Liga auf 829 Scorerpunkte.[1]
- Auch Puschnigs Enkel Julian Pušnik (geb. 5. November 1999) begann beim EC VSV mit Eishockeyspielen und soll ab Saisonbeginn 2017/18 bei der U20-Mannschaft von Mora (Schweden) mitwirken.[4]
- Namensschreibung: Die richtige Namensschreibung ist überall lt. den Geburtsurkunden Pušnik, doch wurde Sepp Puschnig in den Medien seit je her mit "sch" und "g" geschrieben. Andy Pusnik (Pušnik) soll eigentlich ohne den Haček über dem "s" geschrieben werden, weil dies im Reisepass derart eingetragen ist.[5]

## Sonstiges
- Aufgrund seiner nicht unbedingt schlanken Statur erhielt Sepp Puschnig bereits zu Beginn seiner Karriere den Spitznamen Karawankenbär.
- Ende 1999 wurde die Trainingshalle des Eissportzentrums Klagenfurt nach ihm benannt. Dies wurde durch eine Wahl ermittelt, die der Direktor der Klagenfurter Messe, Erich Hallegger, unter den Lesern der Kärntner Tageszeitung durchführen ließ.
- Im selben Jahr ehrte der Künstler Wu Shaoxiang den Sportler mit einer 400 Kilogramm schweren Skulptur aus Mahagoni und Fichtenholz. Sponsor war der Kunstmäzen Peter Schellander. Die Seppi getaufte Figur entlockte dem ehemaligen Eishockeyspieler bei der Präsentation ein Lachen, als er in Anspielung auf seinen Spitznamen bemerkte: „So schlank war ich nie.“
- 2014 wurde ein Film über Sepp Puschnig veröffentlicht. Dieser Film trägt den Titel Sepp Puschnig der Karawankenbär, wurde von Ferdinand Macek und Sigi Bergmann gedreht und zeigt die einzigartige Karriere Puschnigs.